# Piana Battolla
Piana Battolla è una frazione di 1 269 abitanti nel comune di Follo nella Bassa Val di Vara, in Liguria.

## Geografia fisica
Il toponimo "Piana Battolla" nasce dalla fusione di una caratteristica peculiare del paese (il trovarsi a soli 50 m.s.l.m) e il nome della prima famiglia che abitò il territorio nel medioevo.

## Storia
La zona ove sorge il paese era un tempo chiamata Piana di Tivegna, data la sua dipendenza civile e religiosa dal soprano borgo, ed era costellata da tante piccole frazioni e borgate: Buffeta, Porceletro, Torenco (già citato all'interno del Codice Pelavicino nel 1279 "§ Omnes alii homines de Torento: I amiscere"), Conchera, Piana, Campetrile, Bazzano, Panigara e Piè di Costa; nel medioevo la piana fungeva da punto di passaggio per i viandanti e per questo la popolazione iniziò a crescere nel corso dei secoli.
Nel 1819, per mezzo di decreto firmato dal vicario capitolare don Ambrogio Almayer, che guidava la diocesi dopo la morte dell’ultimo vescovo Giulio Cesare Pallavicini, l’antico oratorio locale intitolato a San Rocco venne elevato a parrocchia, con la Vergine Maria quale patrona principale e san Rocco quale compatrono; il 14 marzo 1820 avvenne  il vero e proprio smembramento ad opera del vescovo di Luni Pio Luigi Scarabelli, che scorporò Piana Battolla (al tempo popolata da più di 300 abitanti) dalla parrocchia di San Lorenzo Martire di Tivegna, creando una parrocchia autonoma che vedrà l'edificazione della locale chiesa di Santa Maria Ausiliatrice in 45 anni, dal 1824 al 1869.
La vicenda nasceva dalla volontà di tre fratelli sacerdoti della Piana, don Francesco, don Bernardo e don Girolamo Battolla (quest’ultimo primo e terzo parroco della nuova istituzione ecclesiastica); proprio a seguito di ciò, il paese non si sarebbe più chiamato "Piana di Tivegna" bensì "Piana dei Battolla", prendendo il nome da quella famiglia.
Già nella prima metà del XIX secolo il paese iniziò a dotarsi di servizi che contribuirono alla sua crescita, come la dogana già esistente nel 1840, fino all'apertura della prima farmacia e il primo sportello bancario del comune agli inizi del XX secolo, trasformando il paese in un importante centro commerciale per tutta la bassa vallata del Vara e non solo.
Nativo del borgo è il frate missionario Padre Emilio Ratti.

## Monumenti e luoghi d'interesse

### Architetture religiose
- Chiesa parrocchiale di Santa Maria Ausiliatrice, edificata tra il 1824 e il 1869;
- Oratorio di San Rocco, risalente al 1657;
- Cappella Battolla;

## Festività
- Sagra dell'asado,16 agosto.